# Oja (fiume)

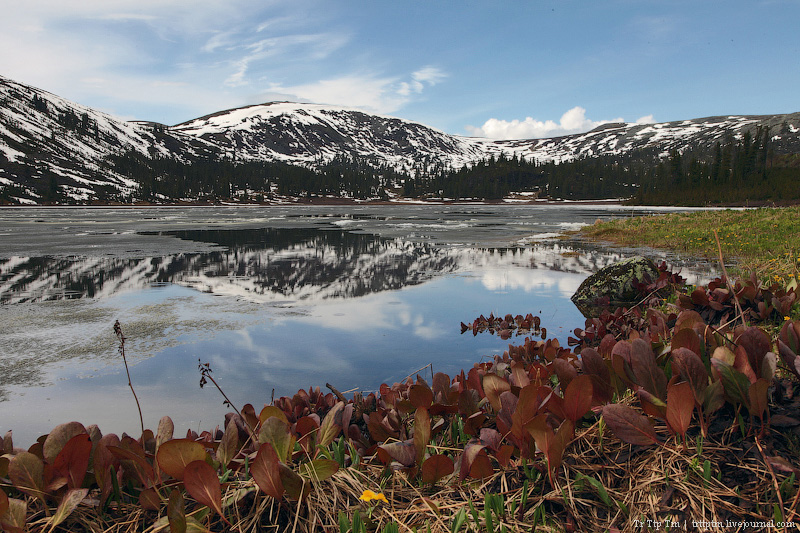
Il lago Ojskoe

La Oja (in russo Оя?) è un fiume nella parte asiatica della Russia, affluente di destra dello Enisej. Scorre nella Siberia meridionale, nel Territorio di Krasnojarsk, quasi interamente nell'Ermakovskij rajon, percorre solo gli ultimi 20 km nel Šušenskij rajon.

## Descrizione
Il fiume ha origine dal lago Ojskoe (озеро Ойское) che si trova sul versante meridionale della cresta Kulumys (хребт Кулумыс), uno sperone dei Saiani Occidentali. 
La lunghezza del fiume è di 254 km, l'area del bacino è di 5 300 km². Sfocia a 2 948 km dalla foce dello Enisej.
Lungo il suo corso incontra i villaggi di Raz"ezžee (Разъезжее), Ermakovskoe (Ермаковское), Nižnij Suėtuk (Нижний Суэтук), e si immette nell'Enisej all'altezza di Kazancevo (Казанцево), a nord di Šušenskoe. Il suo affluente maggiore (di destra) è il Kebež (Кебеж), che incontra a Nižnij Suėtuk.
Vicino alla sorgente del fiume passa la strada R257 Enisej, che si ricongiunge al fiume a Ermakovskoe e fino a Kazancevo.